# Galina Fjodorowna Restschikowa
Galina Fjodorowna Restschikowa (russisch Галина Фёдоровна Резчикова, engl. Transkription Galina Rezchikova; * 21. Dezember 1934; † 1994 in Jekaterinburg) war eine sowjetische Sprinterin.
Bei den Olympischen Spielen 1956 wurde sie Vierte in der 4-mal-100-Meter-Staffel und erreichte über 100 m das Halbfinale.

## Persönliche Bestzeiten
- 100 m: 11,6 s, 10. August 1956, Moskau
- 200 m: 24,2 s, 21. April 1958, Naltschik